# Ammassi di galassie Abell

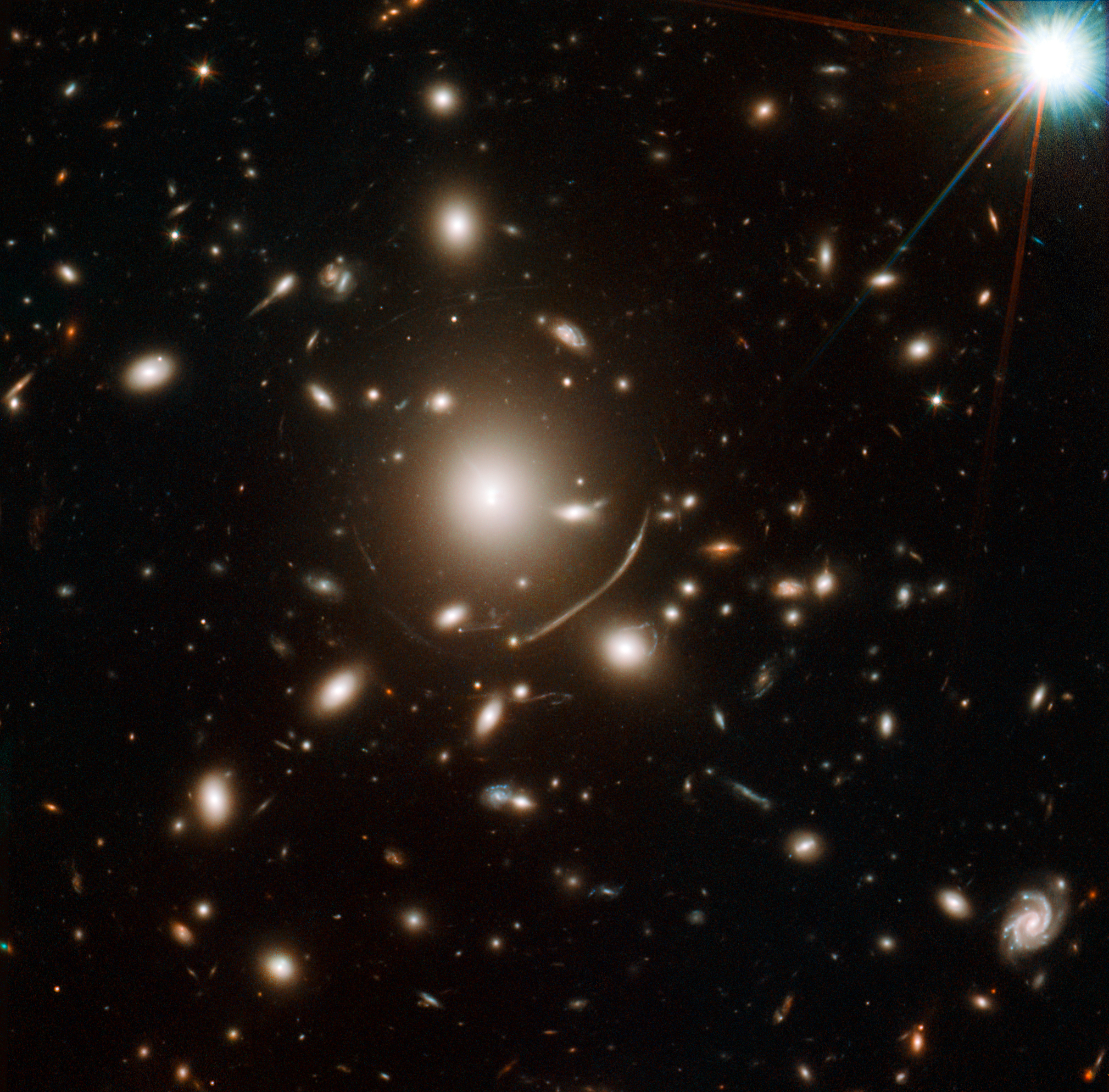
Abell 383 (Telescopio spaziale Hubble)

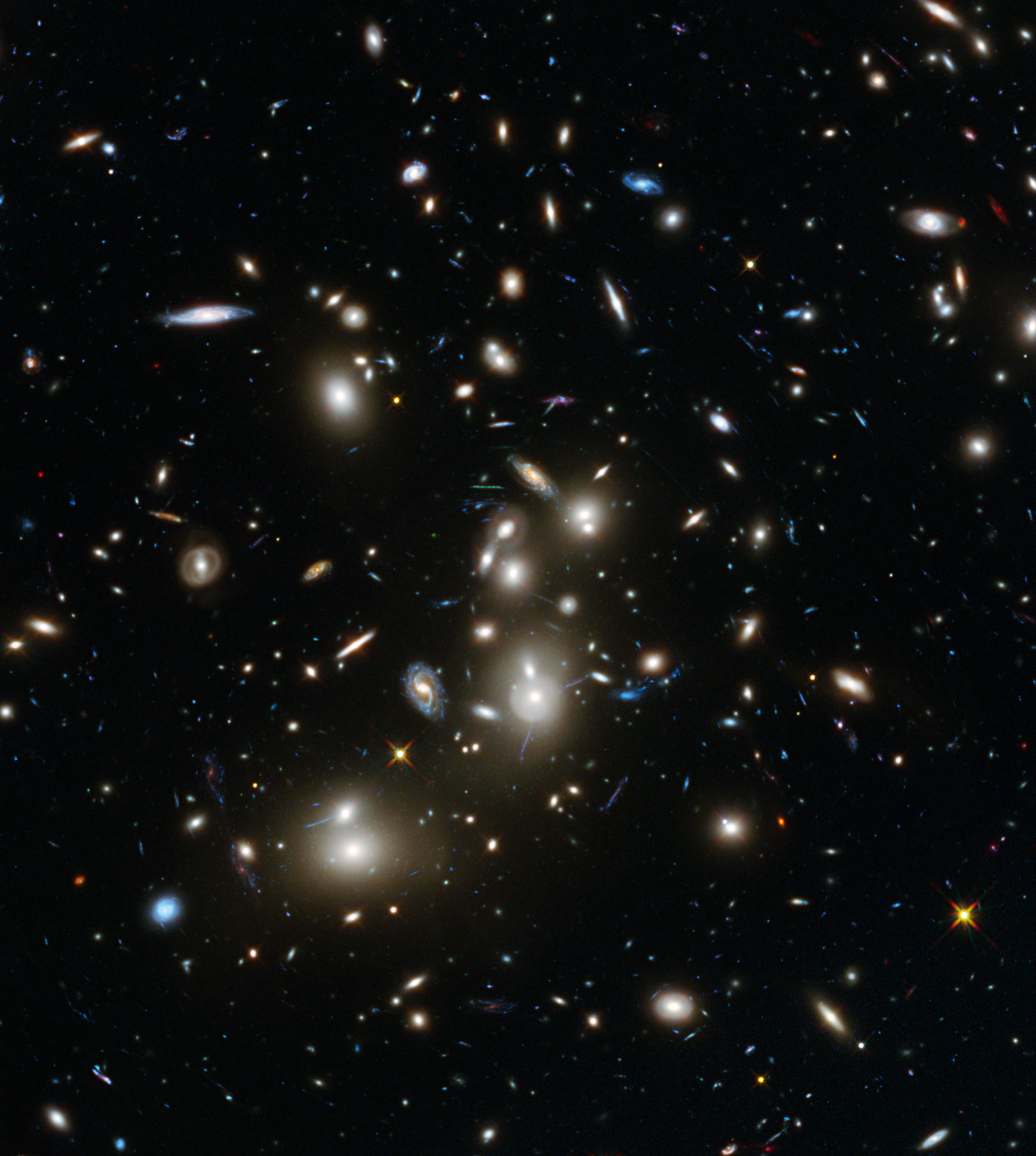
Abell 2744 (Telescopio spaziale Hubble)

Il Catalogo Abell è un corposo catalogo astronomico che comprende oltre 4000 ammassi di galassie dei quali almeno una trentina hanno un redshift di z ≥ 0,2.
È stato compilato inizialmente dall'astronomo americano George Abell nel 1958 poi, nel 1987, esteso agli ammassi dell'emisfero meridionale dallo stesso Abell in collaborazione con Harold Corwin e Ronald Olowin (da cui l'acronimo ACO seguito da un numero per designare i singoli ammassi; gli ammassi dell'emisfero meridionale, con una numerazione separata, sono contrassegnati da una S che precede il numero).

## Ammassi Abell 1–1999
| Numero di catalogo | Nomi alternativi     | Superammasso di appartenenza    | Costellazione                                                     | A.R. (J2000)                         | Dec (J2000)  | Classe di ricchezza dell'ammasso | Classificazione di Bautz-Morgan | Note |
| ------------------ | -------------------- | ------------------------------- | ----------------------------------------------------------------- | ------------------------------------ | ------------ | -------------------------------- | ------------------------------- | --- |
| 3                  |                      | Superammasso di Pegaso-Pesci    | Pesci                                                             | 00h 09m 15.9s                        | +04° 01′ 42″ | 1                                | II                              | da non confondere con l'omonima nebulosa planetaria |
| 13                 |                      | Superammasso dell'Aquario       | Balena                                                            | 00h 13m 38.5s                        | -19° 30′ 19″ | 2                                | II                              | da non confondere con l'omonima nebulosa planetaria |
| 14                 |                      | Superammasso dei Pesci-Balena   | Balena                                                            | 00h 15m 13.9s                        | -23° 53′ 19″ | 0                                | III                             | |
| 16                 |                      | Superammasso di Pegaso-Pesci    | Pesci                                                             | 00h 16m 45.5s                        | +06° 46′ 25″ | 2                                | III                             | |
| 17                 |                      | Superammasso di Pegaso-Pesci    | Pesci                                                             | 00h 16m 58.4s                        | +08° 47′ 40″ | 2                                | I-II                            | |
| 27                 |                      | Superammasso dei Pesci-Balena   | Balena                                                            | 00h 24m 52.8s                        | -20° 40′ 45″ | 0                                |                                 | |
| 30                 |                      |                                 | Balena                                                            | 00h 26m 44.1s                        | -12° 11′ 24″ | 2                                | III                             | da non confondere con l'omonima nebulosa planetaria |
| 42                 |                      | Superammasso dello Scultore     | Balena                                                            | 00h 28m 39.3s                        | -23° 38′ 14″ | 3                                | I                               | |
| 66                 |                      | Superammasso dello Scultore     | Pesci                                                             | 00h 36m 38.8s                        | -04° 10′ 30″ | 0                                |                                 | |
| 68                 |                      |                                 | Pesci                                                             | 00h 37m 06.3s                        | +09° 09′ 11″ | 1                                | II-III                          | |
| 74                 |                      | Superammasso dei Pesci-Balena   | Balena                                                            | 00h 39m 25.1s                        | -22° 17′ 43″ | 0                                |                                 | |
| 80                 |                      | Superammasso dei Pesci-Balena   | Balena                                                            | 00h 40m 22.5s 00h40m22.5s -24d40m32s | -24° 40′ 32″ | 1                                | III                             | |
| 85                 |                      | Superammasso dei Pesci-Balena   | Balena                                                            | 00h 41m 37.8s                        | -09° 20′ 33″ | 1                                | I                               | |
| 86                 |                      | Superammasso dei Pesci-Balena   | Balena                                                            | 00h 42m 28.9s 00h42m28.9s -21d47m34s | -21° 47′ 34″ | 0                                |                                 | |
| 87                 |                      | Superammasso dei Pesci-Balena   | Balena                                                            | 00h 43m 01.6s 00h43m01.6s -09d47m34s | -09° 47′ 34″ | 1                                | III                             | |
| 93                 |                      | Superammasso dei Pesci-Balena   | Balena                                                            | 00h 43m 41.6s 00h43m41.6s -18d27m35s | -18° 27′ 35″ | 0                                |                                 | |
| 114                |                      | Superammasso dei Pesci-Balena   | Balena                                                            | 00h 53m 39.7s                        | -21° 40′ 44″ | 0                                |                                 | |
| 117                |                      | Superammasso dei Pesci-Balena   | Balena                                                            | 00h 56m 00.9s                        | -10° 01′ 46″ |                                  |                                 | |
| 118                |                      | Superammasso dello Scultore     | Scultore                                                          | 00h 55m 43.9s                        | -26° 24′ 46″ |                                  |                                 | |
| 119                |                      | Superammasso dei Pesci          | Pesci                                                             | 00h 56m 18.3s                        | -01° 13′ 00″ |                                  | II-III                          | |
| 122                |                      | Superammasso dello Scultore     | Scultore                                                          |                                      | -° :         |                                  |                                 | |
| 133                |                      | Superammasso dei Pesci-Balena   | Balena                                                            | 01h 02m 39.0s                        | -21° 57′ 15″ | 0                                |                                 | |
| 147                |                      | Superammasso dei Pesci          | Balena                                                            | 01h 00m 11.5s 01h08m11.5s +02d10m34s | +02° 10′ 34″ | 0                                | III                             | |
| 150                |                      | Superammasso dei Pesci-Ariete   | Pesci                                                             | 01h 09m 14.3s                        | +13° 09′ 58″ | 1                                | I-II                            | |
| 151                |                      | Superammasso dei Pesci-Balena   | Balena                                                            | 01h 08m 50.1s                        | -15° 24′ 36″ |                                  | II                              | |
| 154                |                      | Superammasso dei Pesci-Ariete   | Pesci                                                             | 01h 10m 58.1s 01h10m58.1s +17d39m56s | +17° 39′ 56″ | 1                                | II                              | |
| 158                |                      | Superammasso dei Pesci-Ariete   | Pesci                                                             | 01h 11m 45.8s                        | +16° 52′ 55″ | 0                                |                                 | |
| 160                |                      | Superammasso dei Pesci          | Pesci                                                             | 01h 12m 51.4s                        | +15° 30′ 54″ | 0                                | III                             | |
| 168                |                      | Superammasso dei Pesci          | Balena                                                            | 01h 15m 12.0s                        | +00° 19′ 48″ |                                  | II-III                          | |
| 171                |                      | Superammasso dei Pesci-Ariete   | Pesci                                                             | 01h 16m 46.0s                        | +61° 15′ 48″ | 0                                | I                               | |
| 193                |                      | Superammasso dei Pesci          | Pesci                                                             | 01h 25m 03.8s                        | +08° 41′ 17″ |                                  | II                              | |
| 195                |                      | Superammasso dei Pesci          | Pesci                                                             | 01h 26m 54.2s                        | +19° 18′ 33″ | 0                                | II                              | |
| 209                |                      |                                 | Balena                                                            | 01h 31m 53.0s                        | -31° 36′ 34″ | 3                                | II-III                          | |
| 222                |                      |                                 | Balena                                                            | 01h 37m 29.2s                        | -12° 59′ 10″ | 3                                | II-III                          | Forma un complesso binario con Abell 223 |
| 223                |                      |                                 | Balena                                                            | 01h 37m 56.4s                        | -12° 48′ 01″ | 3                                | III                             | Forma un complesso binario con Abell 222 |
| 225                |                      | Superammasso dei Pesci-Ariete   | Pesci                                                             | 01h 38m 55.1s                        | +18° 53′ 13″ | 1                                | II-III                          | |
| 226                |                      | SCl 229                         | Balena                                                            | 01h 38m 58.7s                        | -10° 14′ 47″ | 1                                | II                              | |
| 257                |                      | Superammasso dei Pesci-Ariete   | Pesci                                                             | 01h 48m 59.2s                        | +13° 58′ 54″ | 1                                | II-III                          | |
| 262                |                      | Superammasso di Perseo-Pesci    | Andromeda                                                         | 01h 52m 50.4s                        | +36° 08′ 46″ | 0                                | III                             | Situato nella costellazione di Andromeda al confine con il Triangolo. |
| 263                |                      |                                 | Andromeda                                                         | 01h 53m 21.7s                        | +37° 33′ 45″ | 1                                |                                 | |
| 315                |                      |                                 | Balena                                                            | 02h 10m 03.0s                        | -00° 59′ 52″ | 2                                | III                             | |
| 292                |                      | Superammasso dei Pesci-Ariete   | Ariete                                                            | 02h 02m 27.3s 02h02m27.3s +19d05m26s | +19° 05′ 26″ | 0                                |                                 | |
| 311                |                      | Superammasso dei Pesci-Ariete   | Ariete                                                            | 02h 09m 10.3s                        | +19° 43′ 10″ | 0                                |                                 | |
| 370                |                      |                                 | Balena                                                            | 02h 39m 50.5s                        | -01° 35′ 08″ | 0                                | II-III                          | È il più distante tra gli ammassi Abell (redshift z = 0,375); l'ammasso genera un effetto di lente gravitazionale che nel 2002 ha permesso di scoprire HCM-6A, una galassia remota con redshift z = 6,56. |
| 383                |                      |                                 | Eridano                                                           | 02h 48m 07.0s                        | -03° 29′ 32″ | 2                                | II-III                          | |
| 399                |                      | SCl 45                          | Ariete                                                            | 02h 57m 56.4s                        | +13° 00′ 59″ | 2                                | II-III                          | |
| 400                |                      |                                 | Balena                                                            | 02h 57m 38.6s                        | +06° 02′ 00″ | 1                                | II-III                          | |
| 401                |                      | SCl 45                          | Ariete                                                            | 02h 58m 57.0s                        | +13° 34′ 56″ | 2                                | I                               | |
| 426                | Ammasso di Perseo    | Superammasso di Perseo-Pesci    | Perseo                                                            | 03h 18m 36.4s                        | +41° 30′ 54″ | 2                                | II-III                          | |
| 428                |                      | SCl 49                          | Eridano                                                           | 03h 15m 58.3s                        | -19° 05′ 59″ | 0                                | III                             | |
| 478                |                      |                                 | Toro                                                              | 04h 13m 20.7s                        | +10° 28′ 35″ | 2                                |                                 | |
| 514                |                      | SCl 60                          | Eridano                                                           | 04h 47m 40.1s                        | -20° 25′ 44″ | 1                                | II-III                          | |
| 520                | Train Wreck Cluster  |                                 | Orione                                                            | 04h 54m 19.0s                        | +02° 56′ 49″ | 3                                | III                             | |
| 521                |                      |                                 | Eridano                                                           | 04h 54m 09.1s                        | -10° 14′ 19″ | 1                                | III                             | |
| 533                |                      |                                 | Lepre                                                             | 05h 01m 30.8s                        | -22° 36′ 42″ |                                  |                                 | Redshift 0,0467 |
| 548                |                      | Superammasso della Lepre        | Lepre                                                             | 05h 47m 01.7s                        | -25° 36′ 59″ | 1                                | III                             | |
| 553                |                      |                                 | Auriga                                                            | 06h 12m 37.5s                        | +48° 36′ 13″ | 0                                | II                              | |
| 568                |                      |                                 | Gemelli                                                           | 07h 07m 36.7s                        | +35° 02′ 16″ | 0                                | II - III                        | Redshift 0,0761 |
| 569                |                      | Superammasso di Perseo-Pesci    | Lince                                                             | 07h 09m 10.4s                        | +48° 37′ 10″ | 0                                | II                              | |
| 576                |                      |                                 | Lince                                                             | 07h 21m 24.2s                        | +55° 44′ 20″ | 1                                | III                             | |
| 611                |                      |                                 | Lince                                                             | 08h 00m 58.9s                        | +36° 02′ 50″ | 1                                |                                 | |
| 644                |                      |                                 | Unicorno                                                          | 08h 17m 24.5s                        | -07° 30′ 46″ | 0                                | III                             | |
| 653                |                      |                                 | Idra                                                              | 08h 21m 47.0s                        | +01° 13′ 23″ | 1                                |                                 | |
| 665                |                      |                                 | Orsa Maggiore                                                     | 08h 30m 45.2s                        | +65° 52′ 55″ | 5                                | III                             | È l'unico ammasso Abell con classe di ricchezza 5. |
| 671                |                      |                                 | Cancro                                                            | 08h 28m 29.3s                        | +03° 25′ 01″ | 0                                | II-III                          | |
| 689                |                      | SCl 245                         | Cancro                                                            | 08h 37m 29.7s                        | +14° 59′ 29″ | 0                                |                                 | |
| 732                | Hydra II             |                                 | Cane Minore                                                       | 08h 57m 51.2s                        | +03° 10′ 44″ | 1                                | II-III                          | |
| 754                |                      | SCl 78                          | Idra                                                              | 09h 08m 50.1s                        | -09° 38′ 12″ | 2                                | I-II                            | |
| 779                |                      |                                 | Lince                                                             | 09h 19m 49.2s                        | +33° 45′ 37″ | 0                                | I-II                            | |
| 851                |                      |                                 | Orsa Maggiore                                                     | 09h 42m 58.0s                        | +46° 59′ 12″ | 1                                |                                 | |
| 901                |                      | A901/902                        | Idra                                                              | 09h 56m 09.7s                        | -09° 56′ 17″ | 1                                |                                 | |
| 902                |                      | A901/902                        | Idra                                                              | 09h 56m 27.6s                        | -10° 10′ 17″ | 0                                |                                 | |
| 907                |                      |                                 | Idra                                                              | 09h 58m 21.2s                        | -11° 03′ 22″ | 1                                |                                 | |
| 921                |                      | SCl 83                          | Leone                                                             | 10h 05m 32.0s                        | +07° 25′ 23″ | 0                                | III                             | |
| 955                |                      |                                 | Idra                                                              | 10h 12m 56.0s                        | -24° 26′ 53″ | 1                                |                                 | |
| 966                |                      |                                 | Idra                                                              | 10h 16m 13.8s                        | -25° 22′ 59″ | 1                                | III                             | |
| 970                |                      | Superammasso del Sestante       | Sestante                                                          | 10h 17m 23.4s 10h17m23.4s -10d40m39s | -10° 40′ 39″ | 1                                | III                             | |
| 978                |                      | Superammasso del Sestante       | Sestante                                                          | 10h 20m 28.8s 10h20m28.8s -06d31m11s | -06° 31′ 11″ |                                  | II                              | |
| 979                |                      | Superammasso del Sestante       | Sestante                                                          | 10h 20m 23.9s                        | -07° 53′ 07″ | 0                                |                                 | |
| 993                |                      | Superammasso del Sestante       | Sestante                                                          | 10h 21m 55.4s                        | -04° 57′ 10″ | 0                                | III                             | |
| 999                |                      | Superammasso del Leone          | Leone                                                             | 10h 23m 22.1s 10h23m22.1s +12d50m48s | +12° 50′ 48″ | 0                                | II-II                           | |
| 1016               |                      | Superammasso del Leone          | Leone                                                             | 10h 27m 03.0s                        | +10° 58′ 41″ | 0                                |                                 | |
| 1024               |                      | Superammasso della Vela         | Sestante                                                          | 10h 28m 21.2s                        | +03° 46′ 08″ | 1                                | II                              | |
| 1032               |                      | Superammasso della Vela         | Sestante                                                          | 10h 30m 17.6s                        | +04° 00′ 36″ | 0                                | III                             | |
| 1033               |                      | SCl 254                         | Leone Minore                                                      | 10h 31m 33.7s                        | +35° 04′ 34″ | 2                                | III                             | |
| 1060               | Ammasso dell'Idra    | Superammasso dell'Idra-Centauro | Idra                                                              | 10h 36m 51.3s                        | -27° 31′ 35″ | 1                                | III                             | |
| 1066               |                      | Superammasso della Vela         | Sestante                                                          | 10h 30m 27.0s                        | +05° 10′ 46″ | 1                                | II                              | |
| 1078               |                      | Superammasso della Vela         | Sestante                                                          | 10h 43m 34.0s                        | +00° 38′ 15″ |                                  | II-III                          | |
| 1080               |                      | Superammasso della Vela         | Sestante                                                          | 10h 43m 58.2s                        | +01° 05′ 14″ | 0                                |                                 | |
| 1139               |                      | Superammasso del Leone          | Sestante                                                          | 10h 58m 04.3s                        | +01° 29′ 56″ | 0                                | III                             | |
| 1142               |                      | Superammasso del Leone          | Leone                                                             | 11h 00m 51.4s                        | +10° 31′ 46″ |                                  |                                 | |
| 1146               |                      |                                 | Cratere                                                           | 11h 01m 20.6s                        | -22° 43′ 08″ | 4                                | I                               | |
| 1185               |                      | Superammasso del Leone          | Orsa Maggiore                                                     | 11h 10m 31.4s                        | +28° 43′ 39″ | 1                                | II                              | |
| 1300               |                      |                                 | Cratere                                                           | 11h 31m 54.4s                        | -19° 55′ 42″ | 1                                |                                 | |
| 1367               | Ammasso del Leone    | Superammasso della Chioma       | Leone                                                             | 11h 44m 29.5s                        | +19° 50′ 21″ | 2                                | II-III                          | |
| 1413               |                      |                                 | Situato tra le costellazioni del Leone e della Chioma di Berenice | 11h 55m 18.9s                        | +23° 24′ 31″ | 3                                | I                               | |
| 1423               |                      | SCl 110                         | Orsa Maggiore                                                     | 11h 57m 22.5s                        | +33° 39′ 18″ | 1                                | II-III                          | |
| 1631               |                      | Superammasso di Shapley         | Corvo                                                             | 12h 52m 49.8s                        | -15° 26′ 17″ | 0                                | I                               | |
| 1656               | Ammasso della Chioma | Superammasso della Chioma       | Chioma di Berenice                                                | 12h 59m 48.7s                        | +27° 58′ 50″ | 2                                | II                              | |
| 1664               |                      | SCl 272                         | Idra                                                              | 13h 03m 41.8s                        | -24° 13′ 06″ | 2                                |                                 | |
| 1689               |                      |                                 | Vergine                                                           | 13h 11m 29.5s                        | -01° 20′ 17″ | 4                                | II-III                          | È uno degli ammassi di galassie più vasti e massicci conosciuti; il fenomeno di lente gravitazionale ha permesso di identificare la galassia remota A1689-zD1 con redshift di ~ 7,6                       |
| 1703               |                      |                                 | Cani da Caccia                                                    | 13h 15m 06.6s                        | +51° 49′ 20″ |                                  | II                              | |
| 1758               |                      |                                 | Cani da Caccia                                                    | 13h 32m 32.1s                        | +50° 30′ 37″ | 3                                | III                             | Formato da due distinti sottoammassi denominati, in relazione alla loro posizione, A1758N e A1758S. |
| 1763               |                      |                                 | Cani da Caccia                                                    | 13h 35m 18.2s                        | +40° 59′ 49″ | 3                                |                                 | |
| 1795               |                      | Superammasso del Boote          | Boote                                                             | 13h 49m 00.5s                        | +26° 35′ 07″ | 2                                | I                               | |
| 1835               |                      |                                 | Vergine                                                           | 14h 01m 02.0s                        | +02° 51′ 32″ | 0                                |                                 | Grazie al fenomeno di lente gravitazionale generato dall'ammasso è stata identificata una delle più lontane galassie conosciute Abell 1835 IR1916.                                                        |
| 1914               |                      | SCl 145                         | Boote                                                             | 14h 26m 03.0s                        | +37° 49′ 32″ | 2                                | II                              | |
| 1930               |                      |                                 | Cani da Caccia                                                    | 14h 32m 41.3s                        | +31° 37′ 09″ | 0                                | II                              | |
| 1991               |                      |                                 | Boote                                                             | 14h 54m 30.2s                        | +18° 37′ 51″ | 1                                | I                               | |

## Ammassi Abell 2000–4076
| Numero di catalogo | Nomi alternativi             | Superammasso di appartenenza      | Costellazione  | A.R. (J2000)  | Dec (J2000)  | Classe di ricchezza dell'ammasso | Classificazione di Bautz-Morgan | Note |
| ------------------ | ---------------------------- | --------------------------------- | -------------- | ------------- | ------------ | -------------------------------- | ------------------------------- | --- |
| 2029               |                              | SCl 154                           | Vergine        | 15h 10m 56.0s | +05° 44′ 41″ | 2                                | I                               | Al confine con le costellazioni del Serpente e della Vergine. |
| 2052               |                              | Superammasso di Ercole            | Vergine        | 15h 16m 45.5s | +07° 00′ 01″ | 0                                | I-II                            | |
| 2061               |                              | Superammasso della Corona Boreale | Corona Boreale | 15h 21m 15.3s | +30° 39′ 17″ | 1                                | III                             | |
| 2063               |                              | Superammasso di Ercole            | Boote          | 15h 23m 05.3s | +08° 36′ 33″ |                                  |                                 | |
| 2065               | Ammasso della Corona Boreale | Superammasso della Corona Boreale | Corona Boreale | 15h 22m 42.6s | +27° 43′ 21″ | 2                                | III                             | |
| 2067               |                              | Superammasso della Corona Boreale | Corona Boreale | 15h 23m 14s   | +30° 54′ 23″ | 1                                | III                             | |
| 2079               |                              | Superammasso della Corona Boreale | Corona Boreale | 15h 28m 04.7s | +28° 52′ 40″ |                                  |                                 | |
| 2089               |                              | Superammasso della Corona Boreale | Corona Boreale | 15h 32m 41.3s | +28° 00′ 56″ |                                  |                                 | |
| 2092               |                              | Superammasso della Corona Boreale | Corona Boreale | 15h 33m 17.0s | +31° 08′ 55″ |                                  |                                 | |
| 2104               |                              |                                   | Bilancia       | 15h 40m 07.5s | -03° 18′ 29″ | 2                                | III                             | |
| 2107               |                              | Superammasso di Ercole            | Boote          | 15h 39m 39.0s | +21° 46′ 58″ |                                  |                                 | |
| 2124               |                              | Superammasso della Corona Boreale | Corona Boreale | 15h 45m 00.0s | +36° 03′ 58″ | 1                                | I                               | |
| 2125               |                              |                                   | Orsa Minore    | 15h 40m 58.3s | +66° 18′ 28″ | 4                                | II-III                          | Formato da tre sottostrutture, [WCB97] Cluster B, [WCB97] Cluster C, [WCB97] LSBXE.                                                                                 |
| 2142               |                              |                                   | Corona Boreale | 15h 58m 16.1s | +27° 13′ 29″ | 2                                | II                              | Prodotto dalla fusione di due enormi ammassi di galassie. |
| 2147               |                              | Superammasso di Ercole            | Serpente       | 16h 02m 17.2s | +15° 53′ 43″ | 1                                | III                             | |
| 2151               | Ammasso di Ercole            | Superammasso di Ercole            | Ercole         | 16h 05m 15.0s | +17° 44′ 55″ | 2                                | III                             | Il maggior componente del Superammasso di Ercole. |
| 2152               |                              | Superammasso di Ercole            | Serpente       | 16h 05m 22.4s | +16° 26′ 55″ | 1                                | III                             | La porzione più piccola del Superammasso di Ercole, Lx = 3 x 1044 ergs/s.                                                                                           |
| 2162               |                              | Superammasso di Ercole            | Corona Boreale | 16h 12m 30.0s | +29° 32′ 23″ | 0                                | II-III                          | |
| 2163               |                              |                                   | Ofiuco         | 16h 15m 34.1s | -06° 07′ 26″ | 2                                |                                 | |
| 2199               |                              | Superammasso di Ercole            | Ercole         | 16h 28m 38.5s | +39° 33′ 06″ | 2                                | I                               | |
| 2200               |                              | SCl 164                           | Ercole         | 16h 29m 24.7s | +28° 10′ 30″ | 0                                |                                 | |
| 2204               |                              |                                   | Serpente       | 16h 32m 46.5s | +05° 34′ 14″ | 2                                | III                             | |
| 2218               |                              |                                   | Dragone        | 16h 35m 54.0s | +66° 13′ 00″ | 4                                | II                              | Genera fenomeni di lente gravitazionale. |
| 2256               |                              | SCl 168                           | Orsa Minore    | 17h 03m 43.5s | +78° 43′ 03″ | 2                                | II-III                          | |
| 2261               |                              |                                   | Ercole         | 17h 22m 27.1s | +32° 08′ 02″ |                                  | I                               | Oggetto di osservazione del Cluster Lensing And Supernova survey with Hubble (CLASH).                                                                               |
| 2319               |                              |                                   | Cigno          | 19h 20m 45.3s | +43° 57′ 43″ | 1                                | II-III                          | Probabilmente si estende sino alla Lira. |
| 2384               |                              | SCL 292                           | Capricorno     | 21h 52m 18.9s | -19° 34′ 42″ | 1                                | II-III                          | |
| 2390               |                              |                                   | Pegaso         | 21h 53m 34.6s | +17° 40′ 11″ | 1                                |                                 | |
| 2440               |                              | SCl 196                           | Aquario        | 22h 23m 52.6s | -01° 35′ 47″ | 0                                | II                              | |
| 2537               |                              |                                   | Pesci          | 23h 08m 23.2s | -02° 11′ 31″ | 1                                | III                             | |
| 2589               |                              | Superammasso di Perseo-Pegaso A   | Pegaso         | 23h 24m 00.5s | +16° 49′ 29″ | 0                                | I                               | |
| 2597               |                              | Superammasso dell'Aquario A       | Aquario        | 23h 25m 20.0s | -12° 07′ 38″ | 0                                | III                             | |
| 2666               |                              | SCl 215                           | Pegaso         | 23h 50m 56.2s | +27° 08′ 41″ | 0                                | I                               | |
| 2667               |                              |                                   | Scultore       | 23h 51m 47.1s | -26° 00′ 18″ | 3                                | I                               | Genera importanti fenomeni di lente gravitazionale. |
| 2744               | Ammasso di Pandora           |                                   | Scultore       | 00h 14m 19.5s | -30° 23′ 19″ | 3                                | III                             | È verosimile che si sia formato a partire da quattro differenti ammassi andati incontro ad una serie di collisioni avvenute nell'arco di circa 350 milioni di anni. |
| 2877               |                              | Superammasso della Fenice         | Fenice         | 01h 10m 00.4s | -45° 55′ 22″ |                                  | I                               | |
| 3125               |                              | Superammasso dell'Orologio        | Orologio       | 03h 27m 22.6s | -53° 30′ 38″ | 0                                | III                             | Forma una coppia di ammassi con Abell 3128 |
| 3128               | Shapley 20 Cluster           | Superammasso dell'Orologio        | Orologio       | 03h 30m 34.6s | -52° 33′ 12″ | 3                                | I-II                            | Forma una coppia di ammassi con Abell 3125 |
| 3158               | Shapley 17 Cluster           | Superammasso dell'Orologio        | Orologio       | 03h 42m 39.6s | -53° 37′ 50″ | 2                                | I-II                            | |
| 3266               |                              | Superammasso dell'Orologio        | Reticolo       | 04h 31m 11.9s | -61° 24′ 23″ | 2                                | I-II                            | |
| 3341               |                              | Superammasso della Lepre          | Bulino         | 05h 25m 35.1s | -31° 35′ 26″ | 2                                | II                              | |
| 3363               |                              | SCl 241                           | Pittore        | 05h 45m 07.8s | -47° 56′ 52″ | 3                                | I                               | |
| 3376               |                              |                                   | Colomba        | 06h 01m 45.7s | -39° 59′ 34″ | 1                                | I                               | |
| 3411               |                              |                                   | Poppa          | 08h 41m 54.7s | -17° 29′ 05″ | 2                                | I                               | In collisione con Abell 3412. |
| 3412               |                              |                                   | Poppa          | 08h 42m 05.6s | -17° 35′ 47″ | 1                                | II-III                          | In collisione con Abell 3411. |
| 3526               | Ammasso del Centauro         | Superammasso dell'Idra-Centauro   | Centauro       | 12h 48m 51.8s | -41° 18′ 21″ | 0                                | I-II                            | |
| 3556               |                              | Superammasso di Shapley           | Centauro       | 13h 24m 06.2s | -31° 39′ 38″ | 0                                | I                               | |
| 3558               | Shapley 8 Cluster            | Superammasso di Shapley           | Centauro       | 13h 27m 57.5s | -31° 30′ 09″ | 4                                | I                               | |
| 3562               |                              | Superammasso di Shapley           | Centauro       | 13h 33m 31.8s | -31° 40′ 23″ | 2                                | I                               | |
| 3565               |                              | Superammasso dell'Idra-Centauro   | Centauro       | 13h 36m 39.9s | -33° 58′ 17″ | 1                                | I                               | |
| 3574               |                              | Superammasso dell'Idra-Centauro   | Idra           | 13h 49m 09.4s | -30° 17′ 54″ | 0                                | I                               | |
| 3581               |                              | Superammasso dell'Idra-Centauro   | Idra           | 14h 07m 27.5s | -27° 01′ 15″ | 0                                | I                               | |
| 3627               | Ammasso del Regolo           | Laniakea                          | Regolo         | 16h 15m 32.8s | -60° 54′ 30″ | 1                                | I                               | |
| 3677               |                              | Superammasso del Microscopio      | Sagittario     | 20h 26m 21s   | -33° 21′ 06″ |                                  |                                 | possibile componente del Superammasso del Microscopio |
| 3693               |                              | Superammasso del Microscopio      | Sagittario     | 20h 34m 22s   | -34° 29′ 40″ |                                  |                                 | possibile componente del Superammasso del Microscopio |
| 3695               |                              | Superammasso del Microscopio      | Sagittario     | 20h 34m 48s   | -35° 49′ 39″ |                                  |                                 | legato gravitazionalmente ad Abell 3696 |
| 3696               |                              | Superammasso del Microscopio      | Sagittario     | 20h 35m 10s   | -34° 54′ 36″ |                                  |                                 | legato gravitazionalmente ad Abell 3695 |
| 3705               |                              | Superammasso del Microscopio      | Sagittario     | 20h 41m 42s   | -35° 14′ 00″ |                                  |                                 | possibile componente del Superammasso del Microscopio |
| 3742               |                              | Superammasso Pavo-Indo            | Indiano        | 21h 06m 41.8s | -47° 08′ 56″ | 0                                | II-III                          | |
| 3854               |                              |                                   | Pesce Australe | 22h 17m 42.9s | -35° 42′ 58″ | 3                                | II                              | |
| 4059               |                              | SCl 220                           | Pesce Australe | 23h 56m 40.7s | -34° 40′ 18″ | 1                                | I                               | |

## Ammassi Abell dell'emisfero meridionale (Southern catalogue)  S1–S1174
| Numero di catalogo | Nomi alternativi                          | Superammasso di appartenenza    | Costellazione       | A.R. (J2000)  | Dec (J2000)  | Classe di ricchezza dell'ammasso | Classificazione di Bautz-Morgan | Note |
| ------------------ | ----------------------------------------- | ------------------------------- | ------------------- | ------------- | ------------ | -------------------------------- | ------------------------------- | ---- |
| S373               | Ammasso della Fornace, Gruppo di NGC 1399 |                                 | Fornace             | 03h 38m 27.9s | -35° 26′ 54″ | 1                                | I                               |      |
| S636               | Ammasso della Macchina Pneumatica         | Superammasso dell'Idra-Centauro | Macchina Pneumatica | 10h 30m 03.5s | -35° 19′ 24″ | 0                                | I-II                            |      |
| S740               |                                           |                                 | Centauro            | 13h 43m 32.3s | -38° 11′ 05″ | 0                                | I-II                            |      |
| S921               |                                           |                                 | Microscopio         | 21h 06m 49.8s | -44° 49′ 55″ | 0                                | II                              |      |
| S1063              |                                           |                                 | Gru                 | 22h 48m 43.5s | -44° 31′ 44″ | 1                                | I-II                            |      |
| S1077              |                                           |                                 | Pesce Australe      | 22h 58m 52.3s | -34° 46′ 55″ | 2                                | II-III                          |      |